# میخائیل پولیچوک
میخائیل پولیچوک (روسی: Михаил Михайлович Полищук؛ زادهٔ ۱۰ ژانویه ۱۹۸۹) شناگر اهل روسیه است.
وی در مسابقات کشوری و بین‌المللی در مجموع برندهٔ ۲ مدال طلا، ۳ مدال نقره، ۲ مدال برنز شده‌است.